# Unione Sportiva Quercia Rovereto
L'Unione Sportiva Quercia Rovereto è una società sportiva di atletica leggera di Rovereto.

## Storia
L’atto di nascita dell’Unione Sportiva Quercia Rovereto è del 18 giugno 1945, nella sala del Consiglio comunale. Un gruppo di pionieri, ispirato e trascinato da Edo Benedetti, pochi giorni dopo la conclusione della sanguinosa seconda guerra mondiale mondiale, aveva visto nello sport valori importanti per la ricostruzione della vita sociale e una speranza per i giovani. Il nome della società fu suggerito dal simbolo della città , l’albero della Quercia. I primi anni furono frenetici di attività, con una polisportiva articolata in molte sezioni, atletica, pallacanestro, calcio, pallavolo, tennis tavolo, ciclismo, sci, lotta ed altro ancora. Il tutto in una città quasi totalmente priva di impianti sportivi.
Poi gradualmente l’impegno della Quercia si è concentrato sull’atletica e sulla pallacanestro. In questa disciplina la squadra gialloverde raggiunse posizioni di vertice a livello regionale, arrivando anche a disputare campionati interregionali. Ma attorno al 1970 andava esaurendo la sua forza propulsiva per mancato ricambio dirigenziale e tecnico.
Cresceva invece impetuosamente l’atletica, arrivata nelle posizioni di vertice in Trentino Alto Adige ed esprimendo anche atleti di valore nazionale. La svolta decisiva venne dalla costruzione  ( anno 1964) dello stadio cittadino, in cui la Quercia rivestì un ruolo fondamentale (non a caso lo stadio fu chiamato Quercia). Iniziarono ad arrivare i primi titoli a livello nazionale, poi anche internazionale (Renzo Cramerotti campione europeo juniores di giavellotto e Aldo Tomasini campione del mondo juniores di cross). Nel 1966 ben tre atleti gialloverdi furono convocati nella Nazionale Under 23 : Renzo Cramerotti, Carlo Giordani, Luigi Cavalieri.
Alla sezione maschile si aggiunse dopo il 1970 anche la sezione femminile, con grandi soddisfazioni sia a livello individuale che di squadra. La Quercia diventa la realtà più importante dell’atletica del Trentino Alto Adige e conquista posizioni di rilievo anche in campo nazionale, sia a livello individuale (oltre 30 atleti convocati in maglia azzurra e numerosi titoli italiani), sia a livello di squadra, con ripetute promozioni nella serie A sia femminile che maschile.

## Attività
L’Unione Sportiva Quercia esplica la sua attività su tutti i fronti dell’atletica leggera in campo maschile e femminile, dove è presente in tutte le categorie federali, da quelle giovanili e assolute fino ai master.
Sul fronte giovanile è presente ormai da moltissimi anni con le scuole di atletica per ragazzi/e delle elementari e delle medie e promuove l’atletica in ambito scolastico con il Palio delle Scuole per tutti gli istituti medi della Vallagarina con il cross e con una manifestazione su pista.
Nel periodo pasquale e nella stagione estiva vengono organizzati raduni di allenamento al mare e in montagna per gli atleti giovani.
Nel settore agonistico assoluto si cerca di fornire la più opportuna assistenza tecnica agli atleti attraverso allenatori qualificati.
Per l’attività degli amatori-master, oltre alla normale attività per i tesserarti, la Quercia da molti anni realizza in collaborazione con il Comune il Progetto Roverunning, aperto a tutti coloro che vogliono avvicinarsi alla pratica della corsa.
Dal 1998 la Quercia gestisce lo stadio comunale sulla scorta di un progetto presentato all’Amministrazione comunale e che ha aperto strade allora sconosciute In Trentino nella gestione dell’impiantistica sportiva.

## Presidenti
| Presidente                | Inizio | Fine |
| ------------------------- | ------ | ---- |
| Federico Bossi Fedrigotti | 1945   | 1945 |
| Carlo Calzà               | 1945   | 1946 |
| Emilio Martini            | 1946   | 1955 |
| Armando Gramegna          | 1955   | 1969 |
| Giampaolo Ferrari         | 1969   | 1990 |
| Renzo Azzolini            | 1990   | 2006 |
| Carlo Giordani            | 2006   |      |

## Organizzazioni
L’Unione Sportiva Quercia Rovereto è ormai da molti anni alla ribalta dell’atleta non solo italiana ma anche internazionale per l’organizzazione di alcuni grandi eventi.
Palio Città della Quercia : il meeting più antico dell’atletica italiana ed uno dei più antichi del mondo. La prima edizione è del 1964. Nel corso della sua lunga storia ha richiamato sulla pista di Rovereto atleti di oltre 100 Nazioni, tantissimi campioni olimpici e mondiali. Da tanti anni conquista posizioni di rilievo nel ranking mondiale dei meeting, attorno al 30º posto, preceduto in Italia soltanto dal Golden Gala di Roma e allo stesso livello di Padova.
Cross della Vallagarina : terzo evento in Italia nella corsa campestre dopo Cinque Mulini e Campaccio. Nell’albo d’oro campioni olimpici come Gabriella Dorio e Gelindo Bordin. Per due volte (2005 e 2007) la manifestazione è stata valida come campionato italiano assoluto. La prima edizione è del 1978.
Giro internazionale di Rovereto : è una delle corse su strada più antiche d’Italia e si disputa nelle vie del centro storico senza interruzioni dal 1948.
Nel corso della sua storia la Quercia ha organizzato anche altri eventi nazionali e internazionali :
-	Campionati Italiani assoluti su pista 2014
-	Campionati italiani femminili di cross 1976
-	Campionati Italiani di mezza maratona 
-	Incontro femminile Assoluto Italia – Cina- Canada 1982
-	Incontro Under 23 Italia – Germania 1966
-	Incontro juniores Italia – Usa All Stars 1972
-	Incontro juniores Italia Nord- Italia Centro Sud (1970)
-	N° 3 Campionati Italiani CSI